# Alisa Galljamova

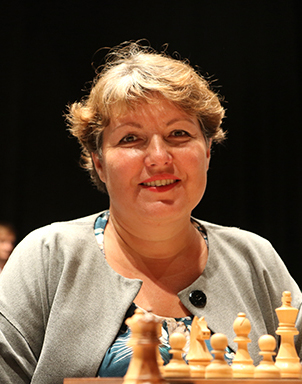
Galljamova in 2018

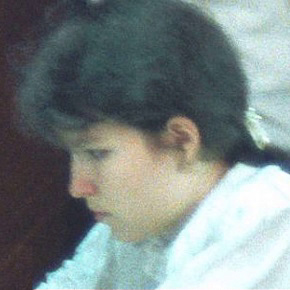
Galljamova in 1992

Alisa Michajlovna Galljamova (Russisch: Алиса Михайловна Галлямова; Tataars: Алисә Михаил кызы Галләмова) (Kazan, 18 januari 1972) is een Russische schaakster met een FIDE-rating van 2470 (oktober 2006). Ze is sinds 1993 een Internationaal Meester (IM). 
- In 1988 werd ze jeugdwereldkampioen bij de meisjes.
- In 1992 was ze onderdeel van het Oekraïense vrouwenteam bij het Europees schaakkampioenschap voor landenteams; ze eindigden als eerste. In latere jaren kwam ze uit voor Rusland.
- In 1997 won Galljamova het vrouwenkampioenschap van Rusland.
- Eveneens in 1997 won ze het kandidatentoernooi bij de vrouwen. Daarop had ze een kandidatenmatch met Xie Jun moeten spelen, maar omdat Galljamova niet de hele match in China wilde spelen, ging deze niet door en werd Xie Jun tot winnaar uitgeroepen.
- Nadat de FIDE en regerend kampioene Susan Polgar onenigheid kregen werd in 1999 alsnog een match tussen Galljamova en Xie Jun gehouden, deze keer om het wereldkampioenschap. Xie Jun won met 8½-6½.
- Van 3 t/m 14 juli 2005 werd in Krasnoturinsk (Rusland) het dames supertoernooi North Urals Cup 2005 verspeeld dat met zes punten uit negen ronden gewonnen werd door de Indiase grootmeester bij de dames Humpy Koneru. Na de tie-break werd de Chinese grootmeester bij de dames Xu Yuhua tweede met 5.5 punt terwijl de Russin Aleksandra Kostenjoek (ook grootmeester} met 5.5 punt derde werd. Alisa Galljamova werd zesde met 4.5 punt.
- In 2006 bereikte Galljamova de finale van het FIDE-knock-outtoernooi om het wereldkampioenschap. Ze verloor daarin van Xu Yuhua.
- In 2013 eindigde ze in het Wereldkampioenschap schaken voor landenteams met het Russische team op de derde plaats in het vrouwentoernooi.

## Partij
Op het toernooi Schuhplattler Veterans vs Ladies in 2000 te München, gewonnen door Viktor Kortsjnoj met 7.5 pt. uit 10, won Alisa Galljamova van Hans Bouwmeester. De partij verliep als volgt: 
Alisa Galljamova – Hans Bouwmeester (Schuhplattler Veterans vs Ladies, 2000)
1.Pf3 d5 2.d4 Pf6 3.c4 e6 4.Pc3 Le7 5.Lf4 0-0 6.e3 c5 7.dxc5 Lxc5 8.a3 Pc6 9.cxd5 Pxd5 10.Pxd5 exd5 11.Ld3 h6 12.0-0 Ld6 13.Da4 Le6 14.Tfd1 a6 15.Tac1 b5 16.Dc2 Tc8 17.Lxd6 Dxd6 18.Dd2 Pe5 19.Le2 Txc1 20.Txc1 Td8 21.Pxe5 Dxe5 22.Tc6 Lc8 23.Dd4 Dxd4 24.exd4 Kf8 25.Lf3
(diagram)
en wit won na 25... Ke7 26.Tc7+ Ke6 27.Kf1 a5 28.Ke1 Ld7 29.Ta7 a4 30.Ta6+ Ke7 31.Ta7 Kd6 32.Kd2 Kc6 33.Ta6+ Kc7 34.Lxd5 Le8 35.Lxf7 Kb7 36.Te6 Lxf7 37.Te7+ Kc6 38.Txf7 Txd4+ 39.Kc3 Tc4+ 40.Kd3 Tg4 41.g3 Kc5 42.f4 Tg6 43.f5 Td6+ 44.Kc3 g6 45.g4 Tc6 46.h4 Kd5+ 47.Kd3 Tb6 48.g5 hxg5 49.hxg5 Ke5 50.fxg6 b4 51.g7 Tg6 52.axb4 Txg5 53.b5 (1–0)